# Mesoleptus alticola
Mesoleptus alticola är en stekelart som först beskrevs av Forster 1876.  Mesoleptus alticola ingår i släktet Mesoleptus och familjen brokparasitsteklar. Inga underarter finns listade i Catalogue of Life.